# 矢嶋長次
矢嶋 長次（やじま ちょうじ、昭和11年（1936年）6月9日 - 2019年（令和元年）10月20日没）は、日本のヤクザ。山口組直参。初代矢嶋組組長。二代目森川組組長。兵庫県明石市出身。

## 来歴
兵庫県明石市に博徒・矢嶋清の息子として生を享ける。博打打ちとして全国を放浪するも愛媛県今治市を本拠に森川組を構えていた森川鹿次の目に適い、昭和30年（1955年）に森川鹿次の娘（森川鹿次の妻・春子の連れ子だった）・栄子と結婚。森川邸の向かいに新居を構え、矢嶋組を結成した。
昭和35年（1960年）7月15日、三代目山口組・田岡一雄組長から盃を貰い、山口組直参となった。
昭和38年（1963年）、森川鹿次の若衆・伊藤日出男と、伊藤の兄弟分・二代目原田組・平原春義組長が、共同経営していたバー「マンタール」の銭勘定で、揉めた。平原春義の刺客が、伊藤日出男を刺殺した。この報復として、伊藤日出男の舎弟・末崎康雄らが、平原春義を射殺した。原田組初代・原田定直は、森川鹿次の兄弟分だった。末崎康雄は、松山市に拠点を置く郷田会清水組を抜け、若衆1人を連れて、矢嶋組に移っていた。矢嶋長次は、原田組を訪ね、原田定直と話し合い、抗争を回避させた。原田組は、矢嶋組の傘下となった。
同年8月、今治市のスナックで、松山市の中西組系仙波組組長らと、矢嶋組若衆・横本学と矢嶋組若衆・平沼建次の2人が、喧嘩となった。横本学と平沼建次は、仙波組組長を殺害した。矢嶋長次は、松山市三津浜の中西組・中西月龍組長の自宅を訪ね、中西月龍と話し合いを持った。矢嶋長次は、中西月龍を説得し、両組は手打ちをした。
同年、森川鹿次は、森川芸能社を起こし、責任者には矢嶋長次を据えた。当時、矢嶋長次は、神戸芸能社において、美空ひばりの四国公演の責任者になっていたからである。また、矢嶋長次は、田岡一雄が港湾荷役の仕事で上京する際には、必ず護衛を務めていた。更に電気工事業への進出を目論み、協同電設株式会社を設立。しかし松山市内での工事をほぼ独占して取り仕切っていた郷田会と対立し、昭和39年（1964年）6月に両者が衝突、第1次松山抗争が勃発した。この抗争で矢嶋組は組長以下直系構成員のほぼ全員が逮捕されるに至り、矢嶋長次不在の間は森川鹿次が今治を守っていくことになった。
警察の取調べが終わった矢嶋組組員と郷田会組員は、松山刑務所の拘置所に送られた。拘置所には、松山の博徒・黒田新太郎がいた。黒田新太郎の弟・黒田善太郎は、森川鹿次の兄弟分だった。黒田新太郎の仲裁で、矢嶋長次と郷田昇は五分の手打ちをした。森川鹿次は、検察庁OBだった岡山の弁護士に依頼し、矢嶋長次の保釈申請を提出した。高松高裁は、矢嶋長次の保釈を決定した。
昭和43年（1968年）、矢嶋長次は懲役7年の実刑判決を受けて、福島刑務所に服役した。福島刑務所で、三代目共政会・山田久会長と知り合った。
昭和47年（1972年）春に矢嶋は福島刑務所から出所した。
同年、山口組若頭補佐・竹中正久と同組若頭補佐・菅谷政雄は、菅谷政雄が岡本組・岡本雅博組長（後の五代目山口組若中。岡本雅博は第1次松山抗争で矢嶋長次と抗争していた）を舎弟にした件で、話し合った。岡本雅博との盃を取り持った菅谷組（組長は菅谷政雄）若頭代行が、矢嶋長次に詫びを入れて解決した。
昭和48年（1973年）、森川鹿次は、森川組の後継者を矢嶋長次にするか、森川隆にするかで悩んでいた。結局、矢嶋長次を後継者とし、森川組と矢嶋組を一本化することに決めた。矢嶋長次は、二代目森川組を名乗ることを条件に了承した。同年4月19日、矢嶋長次の二代目森川組襲名披露式が、執り行われた。波谷守之が世話人を務めた。
昭和53年（1978年）、二代目森川組組員が、侠道会・森田幸吉会長のところで世話になっていた男（侠道会と盃の関係はなかった）から銃撃された。豪友会などの四国の山口組系組員が今治市に集結し、侠道会と睨み合った。山口組若頭補佐・中山勝正（豪友会会長）が、矢嶋長次と森田幸吉の間に入り、両者は和解した。
昭和56年（1981年）2月20日、森川鹿次は、肺癌で死去した。享年75。
同年7月23日、田岡一雄は、急性心不全により死去した。
同年10月29日、昭和55年（1980年）3月上旬と中旬に開いた賭博により、矢嶋長次は兵庫県警に逮捕された。警察は、テラ銭を1億5000万円と推定した。

昭和57年（1982年）2月4日、大阪市生野区の今里病院で、山本健一は、肝硬変に腎不全を併発して死去した。これを切っ掛けに山口組四代目跡目問題が浮上した。矢嶋長次は、山口組四代目に竹中正久を推すグループに属した。

昭和59年（1984年）8月5日、山一抗争が勃発した。

昭和63年（1988年）6月ごろ、山口組五代目跡目問題が浮上した。
平成元年（1989年）、渡辺芳則の五代目山口組組長就任が決定した。
同年、矢嶋長次は竹中武、牛尾洋二、森田唯友紀らと共に山口組を脱退した。
同年8月、矢嶋長次はヤクザから引退し、山田忠利が二代目矢嶋組を継いだ。山田忠利は、山口組に復帰した。
2013年2月5日発売のアサヒ芸能（3/14号）にて、久々に表舞台に姿を現し、本誌のインタビューに答えている。

## 矢嶋長次関連の書籍
- 正延哲士『瀬戸内遊侠伝 博徒・森川鹿次の生涯』洋泉社、2000年、ISBN 4-89691-458-9

劇画
- 原作：正延哲士、脚本：天龍寺弦、画：木村栄志『実録 残侠博徒ヤクザ伝 山口組直参森川組二代目 矢嶋長次』竹書房バンブー・コミックス、2006年、ISBN 4-8124-6369-6

## 矢嶋長次関連の映画・オリジナルビデオ
- 『実録 鯨道8 瀬戸内戦争「道後白昼市街戦」矢嶋長次』（2001年、プレイビル・ドーダサービス）、主人公・矢嶋長次役は高知東生